# NGC 1532
إن جي سي 1532 مجرة حلزونية ضلعية في اتجاه كوكبة النهر على بعد يقدر بما يقرب من 50 مليون سنة ضوئية من الأرض وعضو في عنقود فورنكس المجري ،تم اكتشاف مجرة إن جي سي 1532 في 29 أكتوبر 1826 من قبل الفلكي الإسكتلندي جيمس دنلوب
في عام 1981 تم تسجيل مستعر أعظم SN 1981A في مجرة إن جي سي 1532 .

## شكل المجرة
إن جي سي 1532 هي واحدة من العديد من المجرات الحلزونية من طرفها التي تمتلك انتفاخ على شكل مربع. وهذا في الواقع إشارة إلى أن انتفاخ في القضيب. هذه القضبان من السهل الكشف عنها في اسطح المجرات، حيث يمكن التعرف على هذة الهياكل بصريا.

## التفاعل المجري
إن جي سي 1532 قد تمتلك العديد من المجرات القزمة الرفيقة. والمجرة تتفاعل بشكل واضح مع واحدة من هذه المجرات، وهى المجرة القزمة والمجرة الغريبة إن جي سي 1531، وقوى المد والجزر من هذا التفاعل قد خلقت أعمدة غير عادية فوق قرص إن جي سي 1532.